# Torre Bermeja (León)
Torre Bermeja es una montaña enclavada en el macizo Occidental de los Picos de Europa o Cornión (cordillera Cantábrica), en la provincia de León (Castilla y León, España).
- Datos: Q5575574